# Muniesa
Muniesa település Spanyolországban, Teruel tartományban. Muniesa Albalate del Arzobispo, Alcaine, Alacón, Ariño, Oliete, Josa, Cortes de Aragón, Plou, Blesa, Moneva és Lécera községekkel határos. Lakosainak száma 572 fő (2024).

## Népesség
A település népessége az utóbbi években az alábbiak szerint változott:
| Lakosok száma | 729  | 712  | 725  | 684  | 653  | 638  | 630  | 583  | 571  | 572  |
|               | 2001 | 2004 | 2007 | 2009 | 2012 | 2014 | 2017 | 2019 | 2022 | 2024 |